# 한국유통혁신연구원
한국유통혁신연구원은 농수산 유통분야의 자문·컨설팅 및 세미나 등 개최, 농수산물 유통 관련 정보제공사업, 농수산유통산업 전반의 동향분석을 위한 정기적인 시장조사·분석 및 예측 등을 목적으로 2006년 3월 15일 설립된 사단법인이다. 사무실은 서울특별시 강서구 외발산동 427, 서울시농수산물공사 5층에 있다.

## 주요 사업
- 농수산 유통분야의 자문·컨설팅 및 세미나 등 개최
- 농수산물 유통관련 정보제공 사업
- 농수산 유통산업 전반의 동향분석을 위한 정기적인 시장조사·분석 및 예측
- 현장 실무형 농수산유통 및 마케팅 전문가 육성을 위한 다양한 교육 프로그램 개발 및 강좌 개설